# Хрящевська Ірина Андріївна
Іри́на Андрі́ївна Хряще́вська (нар. 1999) — українська дзюдоїстка. Майстер спорту України з дзюдо. Багаторазова призерка Чемпіонатів та Кубків України.

## З життєпису
Народилась 1999 року. Представляла Київську міську організацію.
2015 року на Літньому Європейському юнацькому Олімпійському фестивалі в Тбілісі представляла Україну у ваговій категорії до 63 кг; здобула срібну нагороду.
Чемпіонка України — вагова категорія 70 кг.
Чемпіонат Європи з дзюдо серед змішаних команд-2018 (Єкатеринбург) — бронзова нагорода; вона та Марія Скора; Єлизавета Каланіна і Галина Тарасова.
Станом на 2023 рік — тренер дитячої збірної міста Києва з дзюдо: